# Владимир Волков (фудбалер)
Владимир Волков (Београд, 6. јун 1986) је бивши српски и црногорски фудбалер а садашњи фудбалски тренер.

## Клупска каријера
Волков је прошао млађе категорије Радничког са Новог Београда, да би на почетку сениорске каријере играо у београдским клубовима Графичару и Железничару. Након тога је две и по сезоне наступао за БСК Борчу. Кратко је био у португалском Портимоненсеу и ОФК Београду, пре него што је отишао у Шериф Тираспољ у чијем је дресу освојио две дупле круне у Молдавији. У априлу 2011. потписао је трогодишњи уговор са Партизаном. Наступајући за клуб из Хумске, Волков је освојио три титуле првака Србије (2012, 2013. и 2015). Након Партизана наступао је за белгијски Мехелен и пољски Лех Познањ, да би у јануару 2017. године прешао у Раднички из Ниша са којим је потписао уговор до краја сезоне. Крајем априла исте године је раскинуо уговор са клубом из Ниша. Након тога је у два наврата наступао за Рад, а шест месеци је носио и дрес кипарског Ермиса. Последњи ангажман је имао у бањалучком Борцу у сезони 2019/20.

## Репрезентација
У новембру 2011. тадашњи селектор репрезентације Србије Радован Ћурчић је позвао Волкова за пријатељске мечеве против Мексика и Хондураса. Волков је дебитовао за Србију 15. новембра 2011. одигравши цео меч против Хондураса. Након што је ФИФА увела ново правило по којем играч који има двојно држављанство може након једног одиграног меча да промени репрезентацију, Волков је одлучио да убудуће представља Црну Гору. Волков је такође изјавио да у Фудбалском савезу Србије нису били заинтересовани за њега па је одлучио да промени државни дрес. За Црну Гору је дебитовао 25. маја 2012. као стартер у пријатељском мечу против Белгије. Волков је наступио за репрезентацију Црне Горе на 17 утакмица.

## Тренерска каријера
Тренерску каријеру је почео у Колубари из Лазаревца као помоћни тренер Зорану Милинковићу. Након тога је са истим тренером сарађивао и у Радничком 1923 из Крагујевца. У мају 2024. преузео је функцију шефа стручног штаба српсколигаша ПКБ из Падинске Скеле.

## Остало
Волков је руског порекла.

## Трофеји

### Шериф
- Првенство Молдавије (2) : 2008/09, 2009/10.
- Куп Молдавије (2) : 2008/09, 2009/10.
- ЦИС куп (1) : 2009.

### Партизан
- Суперлига Србије (3) : 2011/12, 2012/13, 2014/15.